# Sphecozone fastibilis
Sphecozone fastibilis là một loài nhện trong họ Linyphiidae.
Loài này thuộc chi Sphecozone. Sphecozone fastibilis được Eugen von Keyserling miêu tả năm 1886.